# 府都建設
府都建設股份有限公司，簡稱府都建設，是推案地區以臺南市地區為主的建設公司。
̽*台南市安北路722巷128號(府都建築文化館) Tel:06-3910258 Fax:06-3911180

## 簡介

### 歷年建案
- 大世紀
- 領航天下
- 世紀觀‧觀世紀
- 德邑家
- 十九街
- 麟居
- 最上川
- 何必館
- 東西巷
- 大稻埕、大阪埕
- 平均律
- 白鷺灣一、二期
- 府都 ALL IN ONE
- 府都 EM
- 府都 Double 1
- 府都 KADO
- 府都 ZONE 1
- 安寶產後護理之家
- 府都 HO I
- 府都 U_I
- 府都 KT
- 府都 ONE+

## 外部連結
- （繁體中文） 府都建設 （页面存档备份，存于）
- （繁體中文） 府都KIÀN_TIÒK文化館的Facebook專頁
- （繁體中文） 台灣公司資料